# Guam aux Jeux olympiques d'été de 2016
Guam participe aux Jeux olympiques d'été de 2016 à Rio de Janeiro du 5 au 21 août 2016. Il s'agit de sa 8e participation aux Jeux olympiques d'été, auxquels le pays n'a toutefois jamais remporté de médaille.

## Athlétisme
Courses
| Athlète        | Épreuve      | Séries      | Séries      | Quarts de finale | Quarts de finale | Demi-finales  | Demi-finales  | Finale        | Finale        |
| Athlète        | Épreuve      | Temps       | Rang        | Temps            | Rang             | Temps         | Rang          | Temps         | Rang          |
| -------------- | ------------ | ----------- | ----------- | ---------------- | ---------------- | ------------- | ------------- | ------------- | ------------- |
| Joshua Ilustre | 800 m hommes | Disqualifié | Disqualifié | Non couru        | Non couru        | Non qualifié  | Non qualifié  | Non qualifié  | Non qualifié  |
| Regine Tugade  | 100 m femmes | 12 s 52     | 3e          | Non qualifiée    | Non qualifiée    | Non qualifiée | Non qualifiée | Non qualifiée | Non qualifiée |

## Cyclisme

### VTT
| Athlète       | Compétition              | Temps   | Rang    |
| ------------- | ------------------------ | ------- | ------- |
| Peter Lombard | Cross-country VTT hommes | Abandon | Abandon |

## Natation
| Athlète          | Épreuve             | Séries        | Séries | Demi-finales  | Demi-finales  | Finale        | Finale        |
| Athlète          | Épreuve             | Temps         | Rang   | Temps         | Rang          | Temps         | Rang          |
| ---------------- | ------------------- | ------------- | ------ | ------------- | ------------- | ------------- | ------------- |
| Benjamin Schulte | 200 m brasse hommes | 1 min 03 s 29 | 43e    | Non qualifié  | Non qualifié  | Non qualifié  | Non qualifié  |
| Pilar Shimizu    | 200 m brasse femmes | 1 min 16 s 65 | 38e    | Non qualifiée | Non qualifiée | Non qualifiée | Non qualifiée |